# Knokse Schilderskolonie
De Knokse schilderskolonie was een collectief van een aantal kunstenaars of een genre schilderkunst uit het laatste kwart van de 19e en van de vroege 20e eeuw die pittoreske landelijke hoekjes uit de Belgische badplaatsen Knokke (toen nog Knocke geschreven), Heist (Heyst) en omgeving centraal plaatst. 

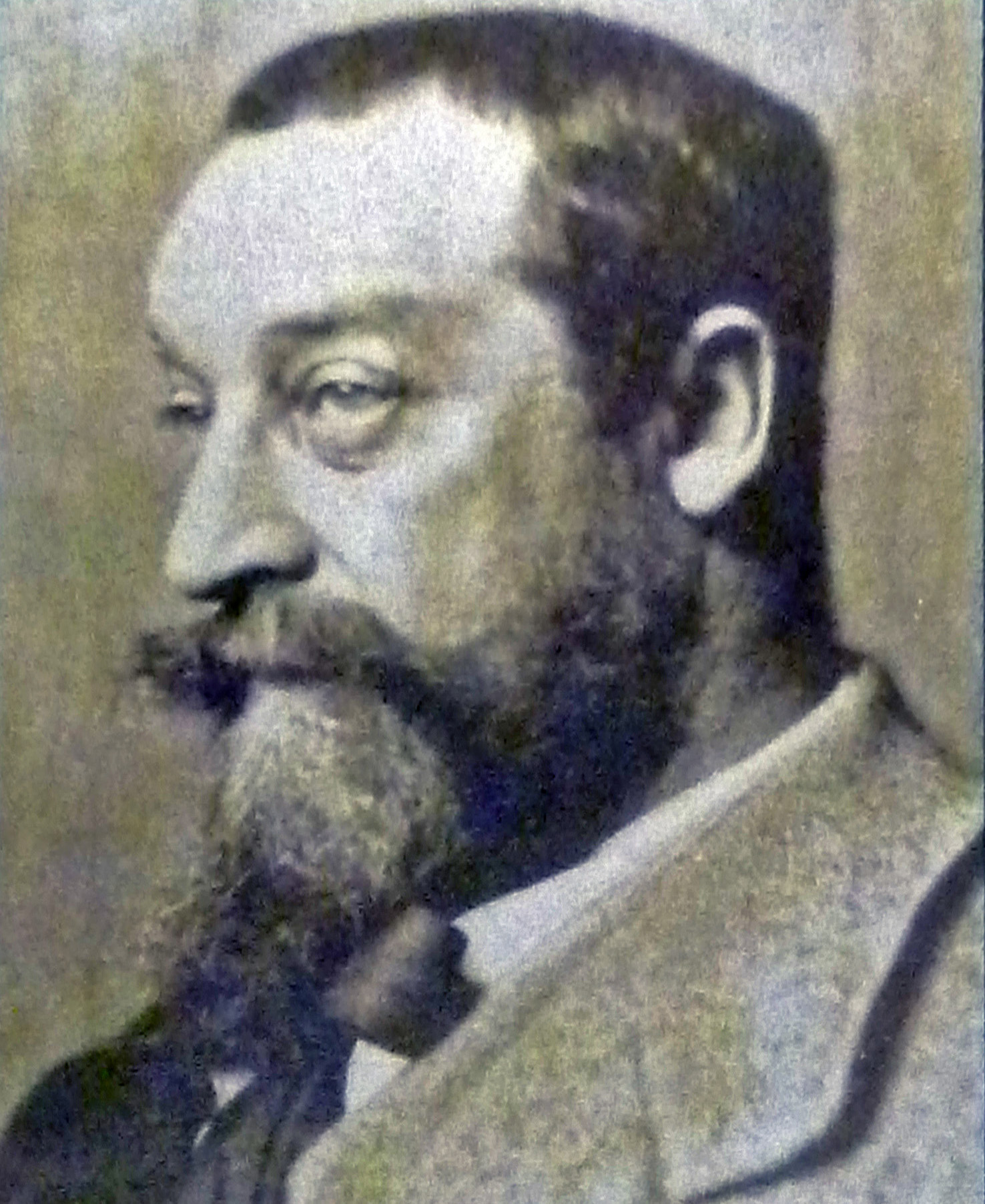
Alfred Verwee

Tussen de kunstenaars die tot de Knokse schilderskolonie gerekend worden bestond er geen gestructureerd verband via bv. een statutaire kunstenaarsvereniging.
Niet alleen het dorp Knokke maar vooral het omliggende land en de kust spraken de kunstenaars aan: de zee, het strand, de duinen, de polders en de dorpen in het hinterland, het leven van vissers en boeren en het prille kusttoerisme. Zij brengen ook Heist, Damme, Lissewege en Westkapelle en in (Zeeuws-Vlaanderen) Sluis, Cadzand en Sint Anna ter Muiden regelmatig in beeld. 
Alfred Verwee ontdekte omstreeks 1880 de charmes van de Vlaamse kust in de omgeving van Knokke en Heist met zijn duinen en zee, maar vooral het achterliggend polderlandschap. Geleidelijk groeide Knokke, toen nog slechts een gehucht, in zijn spoor uit tot een kunstenaarsdorp dat in de zomer veel vooraanstaande kunstenaars uit binnenland en buitenland aantrok. Deze kunstenaars zakten af naar Heist of Knokke, en zij brachten bij een volgende gelegenheid op hun beurt weer anderen mee.In de zomer van 1883 verbleef Théo van Rysselberghe in Knokke. Hij was in gezelschap van een aantal jonge schilders, allen toekomstige leden van de Brusselse kunstkring Les XX nl. Darío de Regoyos, Rodolphe Wytsman, Frantz Charlet en Willy Schlobach. Zij kwamen op zoek naar het licht aan de Vlaamse kust en wilden de vluchtige impressie ervan weergeven met donkere maar toch frisse en genuanceerde kleuren. Alfred Verwee verbleef vanaf 1883 regelmatig in Knokke en bouwde er in 1888 zijn villa "Fleur des Dunes" in Knokke.
Kunstenaars die tot de Knokse schilderskolonie gerekend worden zijn : Charles-Louis Bellis, Géo Bernier, Franz Binjé, Anna Boch, Alfons Cogen, Marie Collart, Gilbert Combaz, Franz Courtens, Henri Cassiers, Omer Coppens, Louis de Burbure, Willem Delsaux, Darío de Regoyos, Adolphe-Dominique Gorgini (gezegd "Toscano"), Jean Gouweloos, Jean Parmentier (1883-1973), Paul Parmentier (1854-1902), Félicien Rops, Willy Schlobach, Théo Van Rysselberghe, Jan Verhas, Isidore Verheyden, Alfred Verwee, Emmanuel Viérin, Guillaume Vogels, Rodolphe Wytsman, e.v.a.

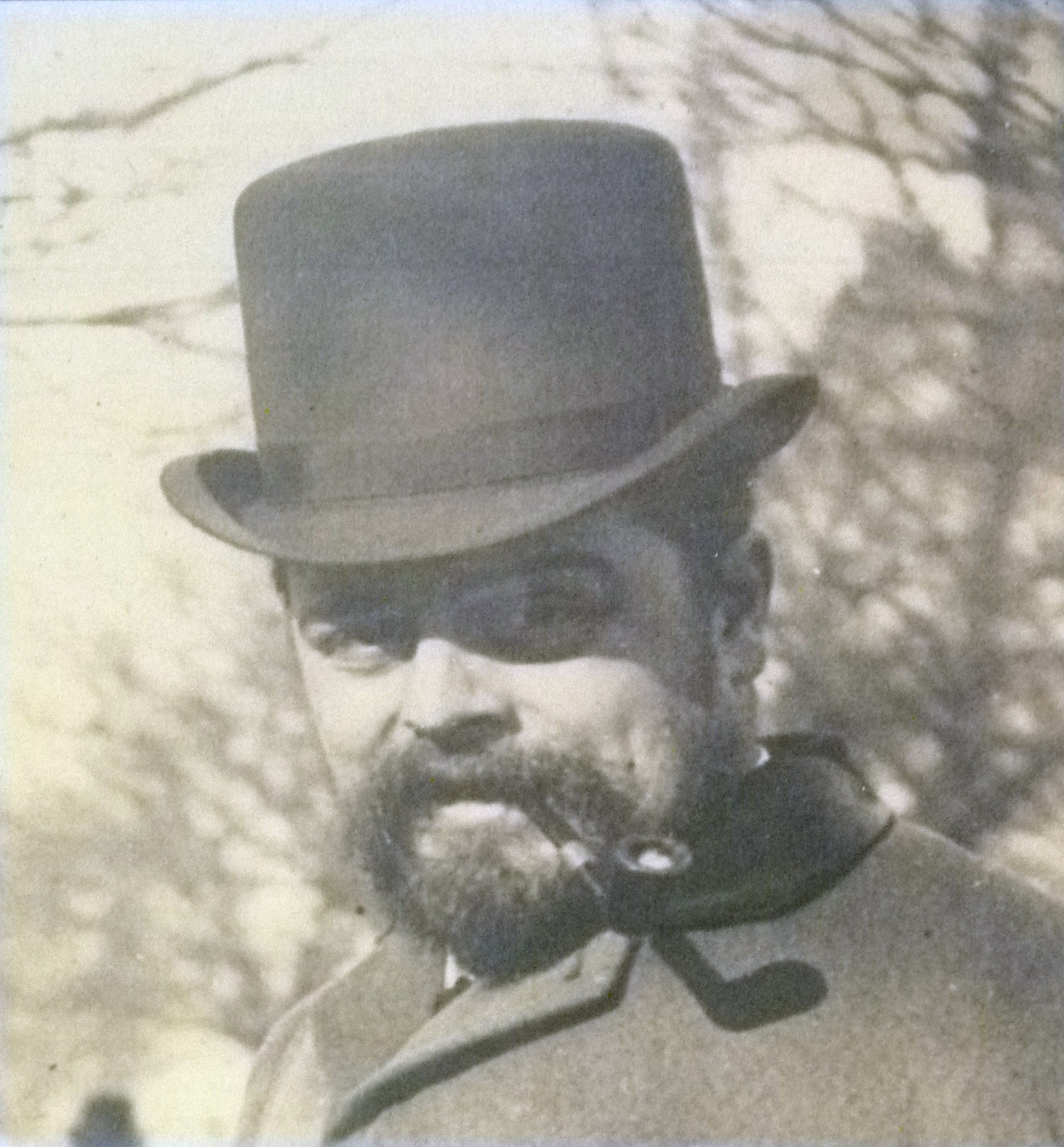
Paul Parmentier

Alfred Verwee wordt als de centrale figuur en voornaamste protagonist van de Knokse schilderskolonie aanzien. Het was een steeds wisselend gezelschap dat voornamelijk tijdens de zomermaanden naar Knokke afzakte. Vermits er nog geen hotels waren, moesten zij slaapgelegenheid zoeken bij de inwoners. Daarna werd een voormalig molenaarshuis hun  Cercle des Artistes. Ze hadden hierin hun atelier en konden er ook slapen. De kunstenaars beschilderden op kunstige wijze de deuren en de ramen ervan. In een later stadium verbleven ze in de nieuwe hotels in het dorp en langs de Zeeweg (zoals "De Zwaan" en de "Prince Baudouin"). Jean Parmentier en Félicien Rops  bouwden later hun villa in de duinen. Jan Verhas, die merkwaardige strandgezichten schilderde in Heist en Blankenberge, kocht een villa op de dijk in Heist en bleef er schilderen tot aan zijn dood in 1896.
Knokke en omgeving oefende ook een aantrekkingskracht uit op buitenlandse schilders:
- uit Duitsland: Hermann Schlittgen, Stremel, Westendorf en Paul Baum
- uit Groot-Brittannië: James, Cherlett, Brockman
- uit Frankrijk: Camille Pisarro
- uit Nederland: Paul Gabriël, De Haas

Met de dood van Alfred Verwee in 1895 werd deze periode symbolisch afgesloten.